# PINKのおいらロビー板
PINKのおいらロビー（ピンクのおいらロビー）は、2ちゃんねる掲示板の外郭掲示板であるPINKちゃんねるに属する板の一つである。2006年7月2日に設立した掲示板。正式名称は「PINKのおいらロビー(仮)＠bbspink掲示板」。

## 概要
PINKちゃんねるで、GL3適用外のコテハン可で強制ID表示で書き込みが出来る板。

## 歴史
- 2006年7月2日 - 設立される(sakura03.bbspink.com)[1]
- 2008年1月31日 - サーバ移転(yomi.bbspink.com)[2]
- 2011年2月23日 - サーバ移転(pele.bbspink.com)[3]

## 代表的なスレ
自治スレ

## ローカルルール
- 【板名】PINKのおいらロビー
- 【理由】騙りや自作自演を減らして話せる板が欲しい。GL3適用外のコテハン可で強制ID表示で話が出来る板がないため。
  - えっちねた板ではコテハン馴れ合いを嫌がり、PINKのなんでもはIDが表示されない。
  - オリキャラはなりきりの板で素のままのコテの居場所がない。
- 【内容】ほのぼのマターリしてエッチ話をする板。
  - とにかくコテハン可のえっちねたロビーみたいなとこで安心してえっちにほのぼの～
  - 出会い系サイトではありません。
- 【需要】現状のＰＩＮＫの板にはないニッチなので潜在的需要はかなりあると思う。
  - えっちねたロビーからの移動も望めサーバの負荷分散にも役立つかも？
- 【鯖】pink系ならどこでも
- 【フォルダ】pinkcafe
- 【カテゴリ】大人の時間
- 【名無し】ほのぼのえっちさん
- 【ID】強制・携帯とPCの識別有り